# Бамстед, Крис
Крис Бамстед — канадский профессиональный бодибилдер. Шестикратный обладатель титула Мистер Олимпия (2019, 2020, 2021, 2022, 2023, 2024) в категории Классик Физик (Classic Physique). Завершил профессиональную карьеру в 2024 году, завоевав 6 титулов Mr.Olympia в категории Classic Physique.

## Биография
Кристофер Адам Бамстед родился в Гамильтоне 2 февраля 1995 года, но вырос в Оттаве. Играл в хоккей, баскетбол и серьёзно занимался американским футболом. Ради улучшения физической формы для игры в футбол, Бамстед освоил силовые упражнения. Тогда ему было 14 лет, а уже в 18 он вплотную занялся культуризмом.
Вдохновителем и наставником Криса в этом виде спорта стал популярный в Канаде профессиональный бодибилдер Йен Валлир, который в ту пору ухаживал за его сестрой. Бамстед завоевал первую серьёзную победу в 2015 году, став чемпионом среди юниоров на Национальном чемпионате Канады.

### Карьера в бодибилдинге
Крис Бамстед дебютировал на своих первых любительских соревнованиях в 2014 году, когда ему было 19 лет. Свою профессиональную карту IFBB он получил в 21-летнем возрасте, после победы на Чемпионате Северной Америки в 2016 году. После нескольких выступлений Крис Бамстед занял второе место на турнире Мистер Олимпия 2017 и 2018 годов в дивизионе Classic Physique, уступив в обоих случаях Бреону Энсли. Крис Бамстед приобрел международную известность, когда он завоевал титул Мистер Олимпия в 2019 году. Все последующие годы (2020—2024) Крис Бамстед успешно справлялся с защитой титyла. В 2024 году Крис Бамстед завершил свою профессиональную карьеру в области бодибилдинга.

## Личная жизнь
Крис Бамстед женат на девушке по имени Кортни Кинг. Крис и Кортни — коллеги в своей сфере деятельности. Кортни является победительницей турнира Мисс Олимпия 2016 в категории фитнес-бикини. Знакомство пары произошло в интернете через сайт знакомств, а встречаются они с ноября 2018 года. А 22 октября 2022 года в своём Instagram пара объявила о женитьбе. В 2024 году родилась дочка.
«Она сказала да. Это были самые волнительные, но в то же время самые счастливые 30 секунд в моей жизни. Люблю тебя», — поделился Крис Бамстед.

## Антропометрия
- Рост — 185 см;
- Соревновательный вес — 105 кг;
- Вес в межсезонье — 119.5 кг;
- Талия — 76 см;
- Грудь — 130 см;
- Бицепс — 57 см;
- Бёдра — 74 см;
- Икроножные — 46 см.

## История выступлений
| Год  | Турнир                           | Занятое место |
| ---- | -------------------------------- | ------------- |
| 2016 | Чемпионат Северной Америки, IFBB | 1 (Про карта) |
| 2016 | Дайана Кадо Классик, IFBB        | 3             |
| 2017 | Питтсбург Про, IFBB              | 1             |
| 2017 | Торонто Про, IFBB                | 2             |
| 2017 | Мистер Олимпия 2017              | 2             |
| 2018 | Мистер Олимпия 2018              | 2             |
| 2019 | Мистер Олимпия 2019              | 1             |
| 2020 | Мистер Олимпия 2020              | 1             |
| 2021 | Мистер Олимпия 2021              | 1             |
| 2022 | Мистер Олимпия 2022              | 1             |
| 2023 | Мистер Олимпия 2023              | 1             |
| 2024 | Мистер Олимпия 2024              | 1             |

## Лучшие силовые рекорды
- Приседания со штангой — 265 килограмм на 3 повторения;
- Жим штанги на наклонной скамье — 165 килограмм на 5 повторений;
- Жим гантелей на наклонной скамье — 68 килограмм на 11 повторений;
- Становая тяга — 305 килограмм — 1 повтор.[1]